# Radiolariet

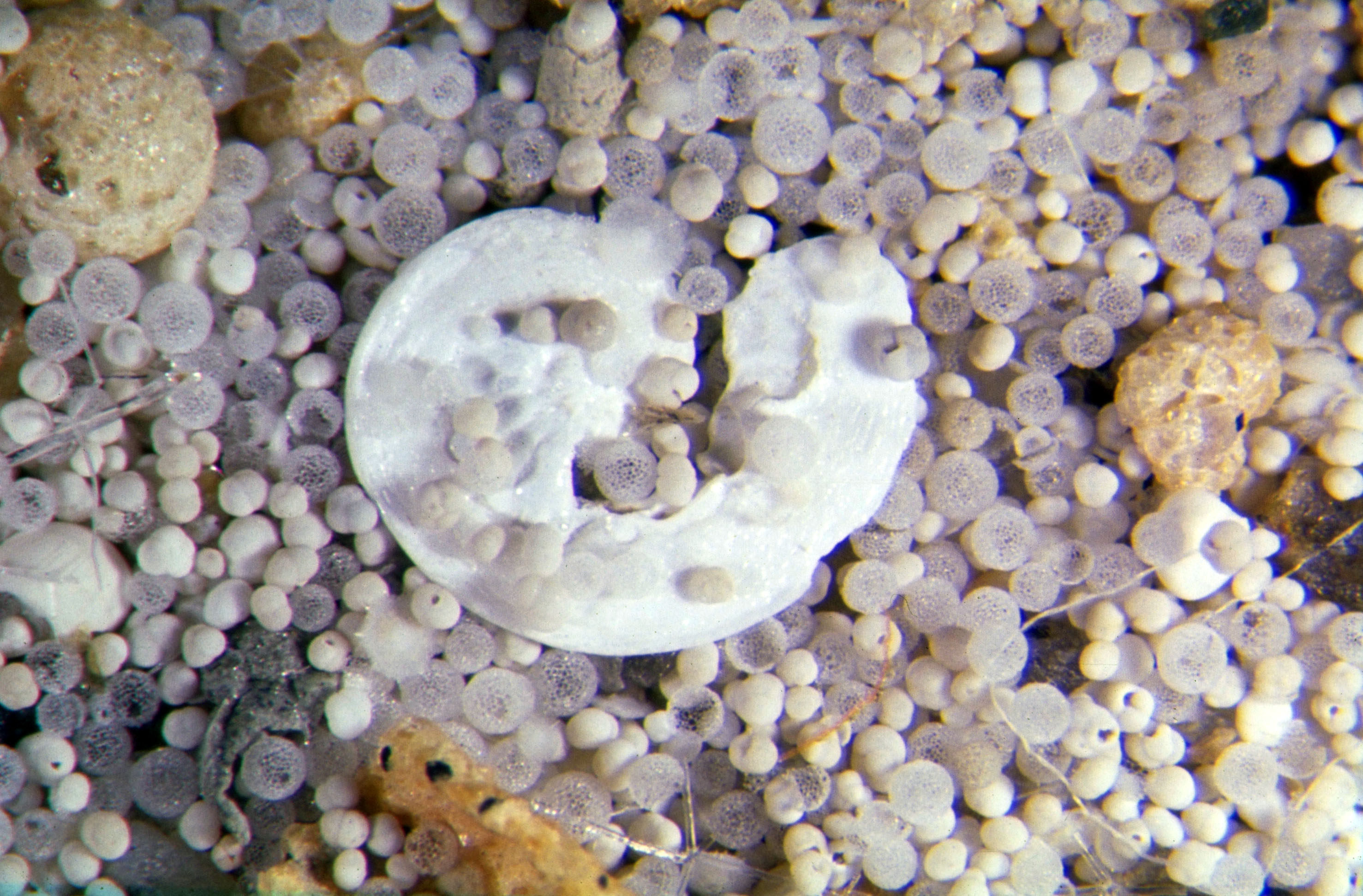
Microfossielen die bij zeving uit een diepzeekern uit de osstelijke Weddellzee bij Antarctica kwamen. De glazige ronde bolletjes zijn Radiolaria, ook zijn benthische forams, naaldjes van sponzen, en planktonische forams te zien. De Radiolaria zijn ongeveer 0,5 mm in diameter.

Radiolariet is een diep marien afzettingsgesteente dat gevormd wordt in oceanen, bestaande uit Radolaria (stralendiertjes).

## Eigenschappen
Stralendiertjes zijn in zee of zoet water levende dierachtige eencelligen met een bolvormig silica-houdend skelet. De mariene stralendiertjes worden Radiolaria genoemd, de in zoet water voorkomende heten Heliozoa of zonnediertjes. In diepe oceaan-bekkens vindt doorgaans weinig afzetting van sediment plaats, aangezien het een distaal afzettingsmilieu betreft; ver van de bron van erosieproducten. De dode stralendiertjes zakken naar de bodem van oceanen en lossen niet op in het zeewater zoals andere een- of meercelligen met een kalkskelet wel kunnen. Hierdoor ontstaat op de oceaanbodem een zeer fijn gelamineerd gesteente dat radiolariet genoemd wordt.

## Voorkomen
Radiolarieten komen heden ten dage voor in de diepste delen van oceanen, maar binnen de geologische geschiedenis zijn ook radiolarieten afgezet. Doorgaans wordt radiolariet beschouwd als het meest ondiepe, en als enige sedimentaire deel van een ofioliet-opeenvolging. Radiolariet is dan ook ontsloten op die plaatsen waar oude oceaankorst dagzoomt. Dit is vaak in geobduceerde gesteenten het geval.